# ЭМЕТ (премия)
ЭМЕТ (ивр. א.מ.ת.‎; начальные буквы слов "Искусство, Наука и Культура" (ивр. אמנות-מדע-תרבות‎)) — израильская премия, ежегодно (с 2002 года) присуждаемая за выдающиеся академические и профессиональные достижения в области искусства, науки и культуры, которые имеют далеко идущее влияние и вносят значительный вклад в жизнь общества. Премией ЭМЕТ управляет «Комитет по присуждению премии», состоящий из представителей, назначаемых премьер-министром  и Фондом AMN. В настоящее время председателем комитета по присуждению наград является судья Верховного суда в отставке Тиркель, Яаков (умер в 2023).

## Присуждение
Премии на общую сумму один миллион долларов спонсируются Фондом AMN по развитию науки, искусства и культуры в Израиле под эгидой и в сотрудничестве с премьер-министром Израиля. Она присуждается гражданам Израиля, а при определенных обстоятельствах и негражданам, проживающим в Израиле и считающим Израиль своим постоянным домом.
Премии присуждаются в следующих пяти категориях: 
- точные науки
- науки о жизни
- социальные науки
- гуманитарные науки
- культура и искусство